# 海老名市コミュニティバス

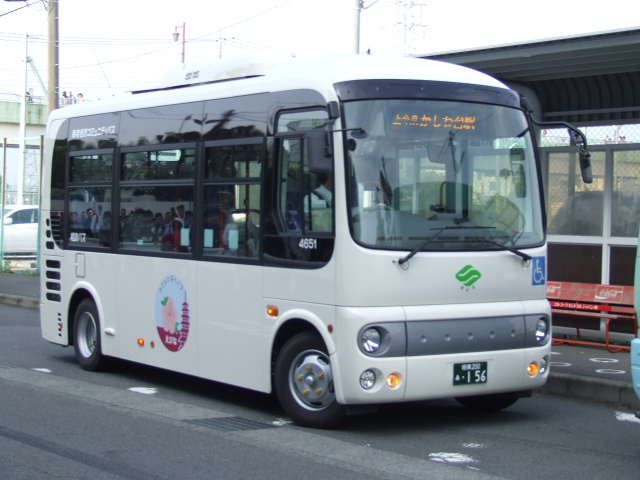
上今泉ルート　2代目ポンチョ（ショートボディ）

海老名市コミュニティバス（えびなしコミュニティバス）は、神奈川県海老名市のコミュニティバス。全路線が相鉄バス綾瀬営業所に委託運行されている。2023年10月1日に「You Bus（ユーバス）」の愛称が付けられた。
2003年9月に最初の「国分ルート」で試験運行が開始され、2005年4月1日より本格運行を開始した。その後ルートの新設や改廃を経て、現在は3ルートが運行している。

## 概要
運賃は大人200円、小児100円。PASMO・Suicaなどの交通系ICカードについては2016年8月1日より対応している。かつて発売されていたバス共通カードは利用できなかった。
運賃は2014年4月の消費税引き上げの時点ではICカードに対応していなかったため、IC導入以降も1円単位運賃の適用はなく、中部圏や関西圏の事業者と同様に現金とICカードで同一の10円単位運賃が適用される。
1冊3000円で、3150円分の利用ができる専用回数券を販売している。

## 現行路線

### 国分ルート
- 海老名駅東口 - 国分やまに平児童公園 - 国分第一児童公園 - かしわ台駅（googleマップ）
  - 2003年9月 - 試験運行開始
  - 2005年4月1日 - 本格運行開始
  - 2021年7月1日 - 東逆川停留所・国分やまに平児童公園停留所移設[2]

### 上今泉ルート
- 海老名駅（ビナガーデンズ） - 中央図書館前 - 上今泉四丁目 - 常泉院前 - 秋葉山古墳群 - かしわ台駅（googleマップ）
  - 2006年10月11日 - 試験運行開始
  - 2008年10月1日 - 本格運行開始
  - 2013年4月1日 - 一部ルート変更、上今泉三丁目停留所・上今泉四丁目停留所新設[3]
  - 2016年2月3日 - 海老名駅西口停留所・中央図書館前停留所移設
  - 2019年4月1日 - 一部ルート変更、中央図書館前停留所移設[4]
  - 2021年7月1日 - 国分尼寺停留所移設[2]
  - 2023年10月1日 - 海老名駅西口停留所が海老名駅（ビナガーデンズ）停留所に改称

### 大谷・杉久保ルート
- 海老名駅東口 - 海老名総合病院 - えびなこどもセンター - 海老名市役所 - 大谷公民館 - 真鯨 - EXPASA海老名上り - EXPASA海老名下り（googleマップ）
  - 2010年7月1日 - 大谷・南部ルートを分割する形で試験運行開始[5]
  - 2012年7月1日 - 一部ルート変更、EXPASA海老名前停留所新設[6]
  - 2014年10月1日 - 本格運行開始[7]
  - 2016年12月19日 - 一部ルート変更、海老名サービスエリア下り停留所新設[8]
  - 2018年4月1日 - 保健相談センター停留所をえびなこどもセンター停留所に改称[9]
  - 2021年4月1日 - 一部ルート変更、EXPASA海老名前停留所をEXPASA海老名上り停留所に、海老名サービスエリア下り停留所をEXPASA海老名下り停留所にそれぞれ改称、西村停留所移設、高齢者生きがい会館停留所廃止[10]
  - 2021年7月1日 - 向原停留所移設[2]

### 下今泉ルート
この路線は12人乗りのワゴン車で運行している。そのため座席に座れない場合は乗車できない。
バス停のデザインも既存のルートと異なるものとなった。
2025年3月31日まで発売していた、コミュニティバス専用回数券は使用できない。
1日8本運行している。
- 海老名駅東口-海老名駅西口-下今泉-河原口-海老名駅東口（環状ルート）
- 2023年10月1日-海老名市youバスとして実証運行開始（実証運行の期限は2025年5月31日現在延長中）

## 過去の路線
大谷・南部ルート
- 海老名駅東口 - 海老名総合病院 - 海老名市役所 - 真鯨 - 本郷コミュニティセンター
  - 2007年12月1日 - 試験運行開始
  - 2010年7月1日 - 大谷・杉久保ルートと本郷ルートに分割[5]

本郷ルート
- 海老名駅東口 - 海老名総合病院 - 海老名高校前 - 中河内 - 本郷コミュニティセンター（Google マップ）[注 2]
  - 2010年7月1日 - 大谷・南部ルートを分割する形で試験運行開始[5]
  - 2012年7月1日 - 一部ルート変更、海老名高校前停留所新設、海老名市役所停留所廃止[6]
  - 2013年6月11日 - 海老名市議会で、代替交通手段を整備したうえで運行を終了する方針が示される[11]
  - 2014年9月30日 - 運行休止[7]。翌日より代替ルートとして相鉄バスおよび神奈川中央交通が海老名駅 - 寒川駅間のバス路線を運行開始[12]

## 車両

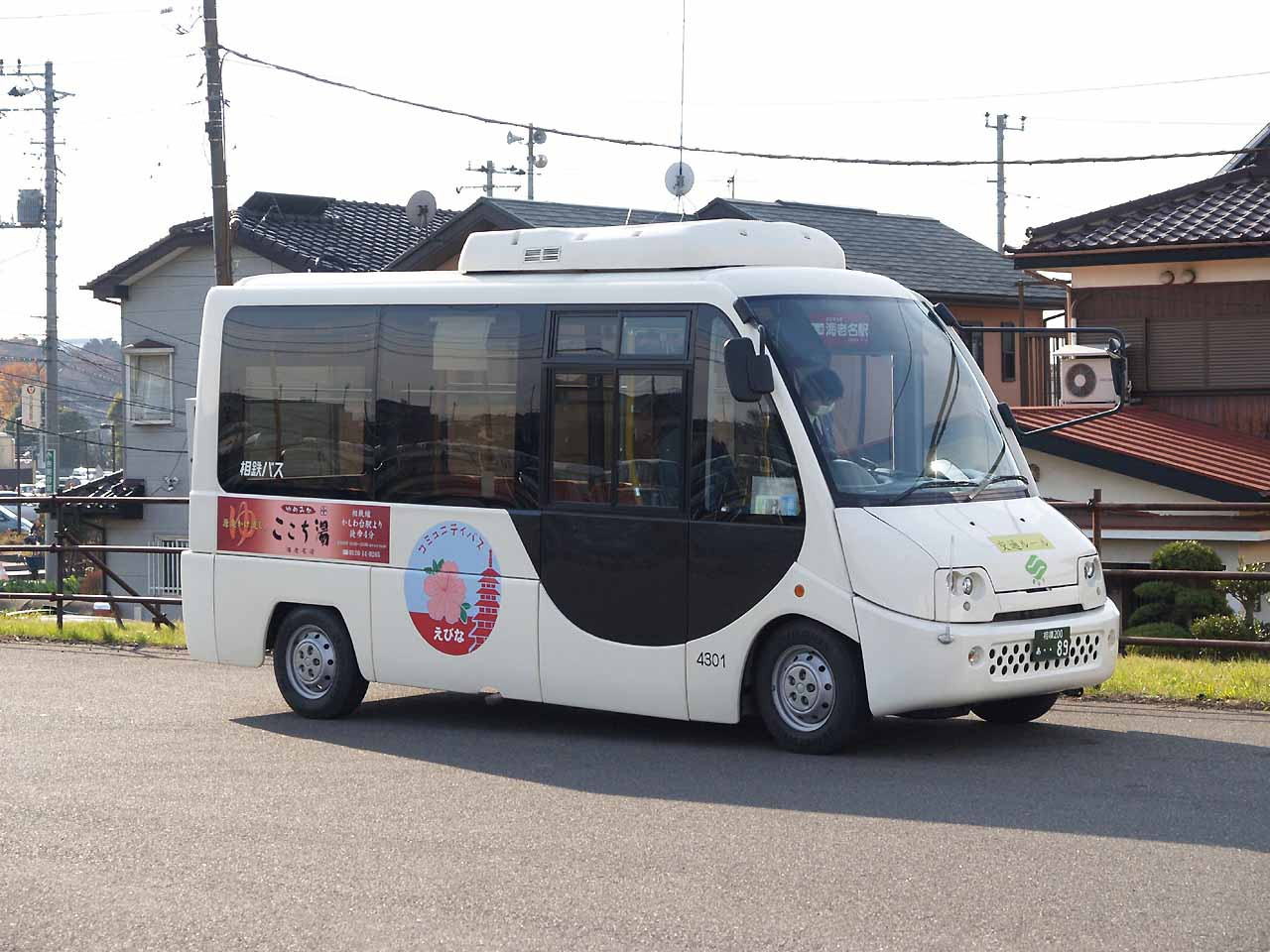
初代ポンチョ　国分ルート

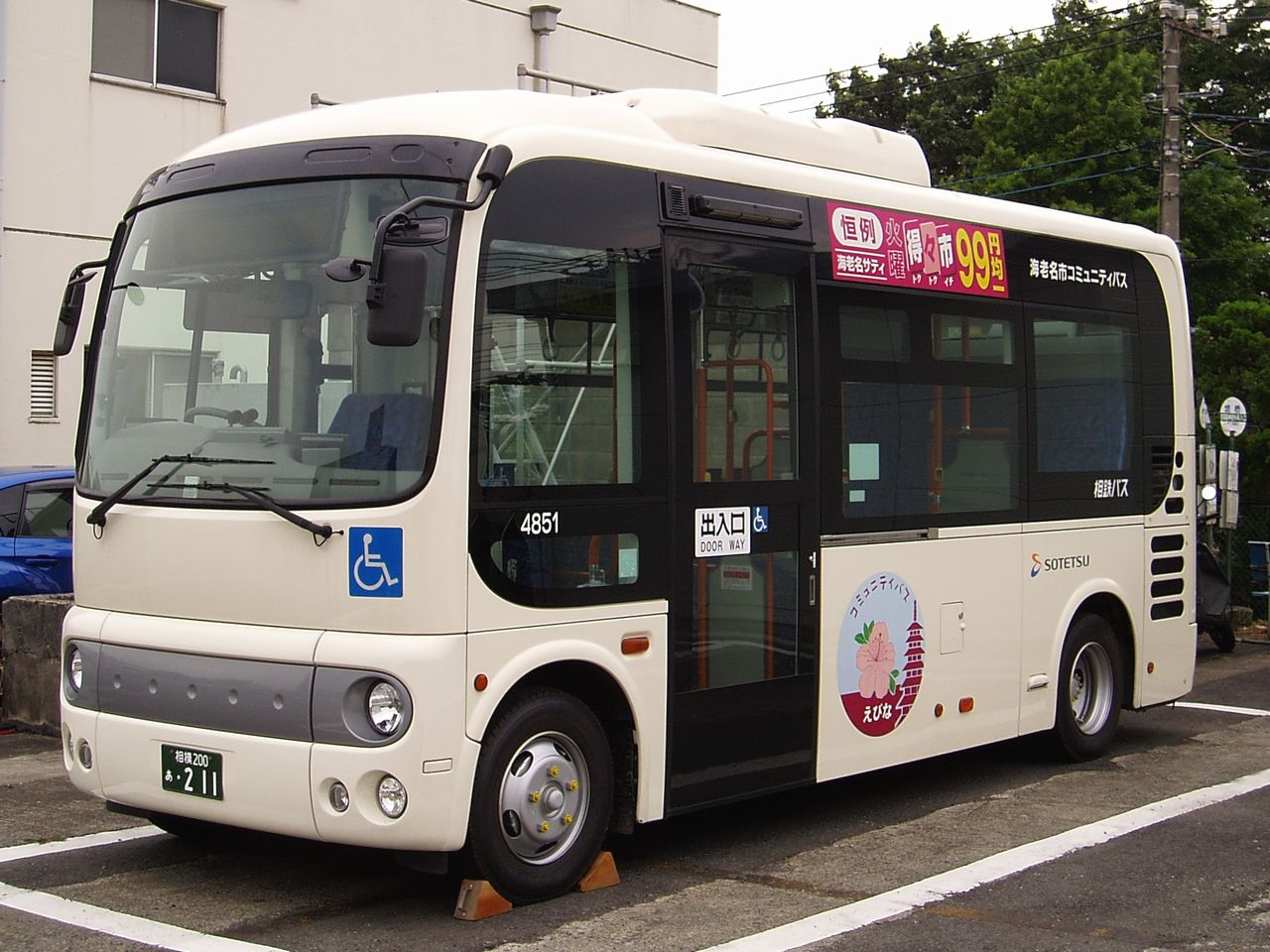
2代目ポンチョ（ショートボディ）

全路線で日野・ポンチョが使用されている。カラーリングは白一色で、花と五重塔が描かれた円形のステッカーが側面に貼られている。2代目ポンチョはショートボディが使用される。
2006年秋の上今泉ルート開業時点では、初代ポンチョが2台、2代目ポンチョが1台配置されており、主に国分ルートに旧型、上今泉ルートに新型が使用されていた。